# Black Sabbath (película)
Black Sabbath (I tre volti della paura) es una película italiana de terror dirigida  por Mario Bava en 1963. Su título en inglés es el equivalente del término español aquelarre.
La película consta de tres historias de terror: «Los wurdalak», basada en la historia La familia del vurdalak, de Aleksey Konstantinovich Tolstoy y protagonizada por Boris Karloff, quien también aparece como anfitrión del filme; «La Gota de Agua» y «El teléfono». 

## Argumento

### «El teléfono»
Rosy (Michèle Mercier) es una atractiva chica de compañía parisina que vuelve a su amplio apartamento después de una noche fuera. Es acosada por una serie de extrañas llamadas telefónicas. La persona que llama se identifica como Frank, su ex proxeneta, que ha escapado de la cárcel. Rosy tiene miedo, ya que fue el testimonio de ella el que mandó al hombre a la cárcel. Buscando consuelo, llama a su amante lesbiana, Mary (Lydia Alfonsi). Las dos mujeres han estado alejadas durante algún tiempo, pero Rosy sabe que Mary es la única persona que puede ayudarla. Mary se compromete a ir esa noche. Segundos después, Frank llama una vez más, y asegura a Rosy que, pida ayuda a quien la pida, él se tomará la revancha. 
Mary, que se ha hecho pasar por Frank, llega al apartamento poco después, y hace un esfuerzo para calmar los nervios de Rosy. Le da un tranquilizante y la mete en la cama. 
Más tarde, esa noche, mientras duerme Rosy, Mary se levanta de la cama y escribe una nota confesando que era ella quien hacía las llamadas extrañas al enterarse de la fuga de Frank. Sabiendo que Rosy la llamaría para pedirle ayuda, vio que era una ocasión de volver con ella. Mientras está ocupada escribiendo, ve a un intruso en el apartamento. Esta vez es el verdadero Frank, que se arrastra hasta ponerse detrás de Mary y la estrangula a muerte con una de las medias de nylon de Rosy, a la que despierta el sonido de la lucha, lo que hace que enmudezca de miedo. El proxeneta se da cuenta de que se ha equivocado de víctima, y poco a poco va camino de la cama de Rosy. Sin embargo, esa noche, Rosy se ha puesto un cuchillo de carnicero debajo de la almohada, a sugerencia de Mary. Rosy coge el cuchillo y apuñala a Frank cuando comienza él a estrangularla. Rosy deja caer el cuchillo y se pone histérica, rodeada por los cadáveres de sus dos ex amantes.

### «Los wurdulak»[2]
En la Rusia del siglo XIX, un conde joven, Vladimir Durfe (Mark Damon), ha emprendido un largo viaje. Durante el transcurso de él, encuentra un cadáver decapitado con un cuchillo clavado en el corazón. Retira la hoja y se la lleva como recuerdo.
Más tarde, esa noche, Vladimir se detiene en una pequeña cabaña rural para pedir refugio. Observa varios cuchillos colgados en una de las paredes y un espacio vacío en el que encaja el que ha encontrado. El viajero es sorprendido por la entrada de Giorgio (Glauco Onorato), que dice que el cuchillo pertenece a su padre, al que llevan cinco días sin ver. Giorgio ofrece alojamiento al joven conde y le presenta al resto de la familia: su esposa (Rika Dialina), su joven hijo Iván, su joven hermano Pietro (Massimo Righi) y su hermana Sdenka (Susy Anderson). Se ve después que están esperando ansiosamente la llegada del padre, Gorcha, y se sabe el motivo de su ausencia: fue a luchar con el proscrito y temido wurdalak Ali Beg. Vladimir está confundido por el término y Sdenka explica que un wurdalak es un cadáver andante que se alimenta de la sangre de los vivos, preferiblemente amigos íntimos y familiares. Giorgio y Pietro están seguros de que el cadáver que ha encontrado Vladimir es el de Ali Beg, pero también dan cuenta de que es muy posible de que su padre haya sido infectado por la maldición de sangre. Discuten la posibilidad de ir a buscarlo, pero deciden quedarse y esperar a que vuelva.
Al filo de la medianoche, Gorcha (Boris Karloff) regresa a la casa de campo. Su apariencia enfermiza y su aspecto desarreglado están empeorando, para desesperación de sus dos hijos, que se dan cuenta de que es su deber matar a Gorcha antes de que se alimente de la familia, pero su amor filial se lo impide. Más tarde, esa noche, Iván y Pietro son atacados por Gorcha, que les chupa la sangre y huye de la cabaña. Giorgio los atraviesa con una estaca y decapita a Pietro para que no reviva como un wurdalak. Sin embargo, no se atreve a hacer lo mismo con Iván, porque la madre amenaza con suicidarse. A regañadientes, acepta enterrar al niño sin tomar las precauciones necesarias.
Esa misma noche, el niño se levanta de la tumba y ruega que lo dejen entrar a la cabaña. La madre se apresura a ayudar a su hijo y apuñala a Giorgio cuando intenta detenerla, pero se encuentra en la puerta con Gorcha. El anciano muerde e infecta a su nuera, que luego hace lo mismo con su marido. Vladimir y Sdenka huyen de la cabaña y, al amanecer, se esconden en las ruinas de una catedral abandonada. 
Vladimir cree que tendrán una vida larga y feliz, pero Sdenka es reacia a renunciar a sus vínculos familiares: cree que está destinada a quedarse con la familia.
Esos temores se confirman cuando, por la noche, Gorcha y sus hijos llegan a la abadía abandonada. Mientras Vladimir duerme, Sdenka es atraída por sus familiares, que la muerden a muerte. Despertado por los gritos, Vladimir acude en su ayuda, pero la familia ya ha tomado la casa, y obliga a la mujer a seguir su ejemplo. El joven noble la encuentra tumbada en la cama, inmóvil. Sdenka despierta y se aprecia un cambio visible en su rostro. Sin importarle nada, Vladimir la abraza, y ella lo muerde y lo infecta.

### «La gota de agua»
En el Londres victoriano, la enfermera Helen Chester (Jacqueline Pierreux) va a una casa grande para preparar para el entierro el cuerpo de una anciana espiritista. Mientras lo viste, ve que tiene un elaborado anillo de zafiro en un dedo. Tentada por la avaricia, la enfermera lo roba. Al hacerlo, se vuelca un vaso, y comienzan a caer en el suelo gotas de agua. La enfermera es molestada por una mosca atraída por el olor del cuerpo. Agitada pero satisfecha por su adquisición, Helen termina el trabajo y vuelve a casa, un pequeño cuarto en el East End.
Ya en casa, la enfermera es asediada por extraños sucesos. La ruidosa mosca regresa, y continúa su acoso. Tras apagar las luces del apartamento, el sonido del goteo del agua continúa con regularidad enloquecedora. Ella ve el cadáver de la anciana acostado en su cama y siente que se acerca hacia ella. La mujer, aterrada, pide perdón, pero se estrangula a sí misma imaginando que las manos de la espiritista le están apretando la garganta.
A la mañana siguiente, la portera (Harriet White Medin) encuentra el cuerpo de la enfermera y llama a la policía. El inspector (Gustavo de Nardo) llega rápidamente a la conclusión de que se trata de un caso muy claro: la enfermera Chester «se ha muerto de miedo».
Llega el forense para examinar el cuerpo antes de que se lo lleven, y observa que el único signo de violencia es una pequeña contusión en un dedo izquierdo, que es fácil que se haya dado al quitarle alguien el anillo. Al hacer esta observación el médico, la portera se angustia: parece que ha sido ella quien le ha quitado el anillo al cuerpo de la enfermera. El médico, entonces, es distraído por el sonido del revoloteo de una mosca.

## Diferencias entre la versión italiana y la versión estadounidense
La versión italiana original es considerablemente diferente de la versión estadounidense. Lanzada por American International Pictures, tiene una secuencia diferente de episodios, iniciando con «El teléfono», seguida de «Los wurdalak» y concluyendo con «La gota de agua». Además, cuenta con una banda sonora diferente y tiene distintas escenas introductorias que involucran a Karloff como narrador, algunas de forma irónica. 
Las historias en sí son también diferentes. La versión italiana de «Los wurdalak» es un poco más sangrienta, pero la mayor diferencia está en «El teléfono». En su versión original, este segmento contiene una subtrama lésbica que fue eliminada en la versión en inglés al cortar un par de escenas, cambiar el diálogo e introducir un elemento adicional: una carta. Como resultado, la versión estadounidense de «El teléfono» es una historia de fantasmas, mientras que, en la versión italiana original, es una historia de venganza y asesinato.

## En la cultura popular
En agosto de 1969, un grupo musical que inicialmente hacia blues rock y se llamaba entonces Earth, quiso cambiarse el nombre por uno acorde con su nuevo sonido más oscuro y pesado, y vio que el título de esta película era perfecto para su sonido. Este grupo, Black Sabbath, fue el pionero del heavy metal.